# Dezydery Chłapowski
Baron Dezydery Chłapowski, poljski general, * 23. maj 1788, † 27. marec 1879.

## Življenjepis
Leta 1806 se je pridružil francosko-poljski vojski in se pod Napoleonom boril med njegovimi vojnami; nekaj časa je bil celo njegov ordonančni častnik. Za zasluge v francoski službi je bil povzdignjen v barona prvega Francoskega cesarstva. Ob novembrski vstaji je postal brigadni general in se odlikoval v bitki za Grochów. Pozneje se je s svojo enoto premaknil v Litvo, a je bil ujet. Po izpustu se je posvetil upravljanju svojega posestva, še posebej dvigovanju proizvodnje. Od leta 1854 je bil član pruskega državnega zbora, pozneje pa pruske plemiške zbornice.